# برعانيات
برعانيات (الاسم العلمي: Leuciscidae)، هي فصيلة أسماك من شعاعية الزعانف تعيش في المياه العذبة، والتي كانت تُصنف سابقًا فُصيلة من الشبوطيات، والتي تشتمل على أسماك المِنَّوَة الصغيرة الحقيقية.
أفراد الفرع الحيوي "منويات العالم القديم" ضمن هذه الفُصيلة تُعرف باسم "المنويات الأوروبية". وكما يوحي الاسم، يوجد معظم أفراد الفرع الحيوي للعالم القديم في أوراسيا، باستثناء "الشينر الذهبي" (Notemigonus crysoleucas)، والذي يوجد في شرق أمريكا الشمالية.